# Könnyűzene Pécsen
A pécsi könnyűzenei élet "a vidék" egyik zenei bástyája. Innen származik Rudán Joe, a hazai rock zenei élet egyik fenegyereke és egyik zenekara a Coda. Az immár húszéves Kispál és a Borzról, illetve a Kiscsillagról közismert, hogy pécsiek. Pécset Magyarország "Liverpooljaként" is nevezik. Innen indult a Takáts Eszter, a 30Y, a Punnany Massif, a D.I.M., a Psycho Mutants, a Burzsoá Nyugdíjasok, a Tesco Disco, a HétköznaPICSAlódások, a Perfect Symmetry, a Spacesh!t, a Ska-Pécs, a TükeZoo, a Halott Pénz, a The Immigrants, a Junkie Jack Flash és a szigetvári Persona Non Grata.

## Története

### Hatvanas évek
A hatvanas évektől a pécsi fiatalok sorra alakították angolszász mintára az amatőr beategyütteseket. Elsősorban iskolai bálokon léptek fel ezek a zenekarok a régi Pannónia Szálló Nagytermében (ma a Palatinus Bartók terme), a bel- és külvárosi művelődési házakban, a Sörház utcai Dózsa Klubban, a Mecsek Cukrászdában, nyáron pedig a Zsolnay-szobor melletti Kioszk szabadterén (ma Iparosház), vagy a Vasutas Kultúrház udvarán. Az első igazi beatzenekar a Diamonds névre hallgatott, amely főleg feldolgozás számokat játszott. Olyan együttesek szereztek maguknak hírnevet mint a Phantom, a Savages, a Tremoló, majd a Funny Fools és a Flamingó. Ez utóbbi még az akkori NDK-ban is turnézott. Budapestről illetve más hazai és külföldi városokból is sorra érkeztek koncertezni zenekarok (Illés, Metro, Omega, Jimmy James & the Vagabonds, Stovepipe No4, Nashville Teens stb.).  Az elismerések ellenére egyik zenekarnak sem sikerült országos ismertségre szert tennie. A szakma a várost „a jazz déli végvárának” tartotta, hisz már a hatvanas években működtek itt jazzklubok, melyekben tradicionális jazzt játszó egyetemi formációk és big bandek játszottak.

### Hetvenes évek
A beatkorszakot a progresszív rock különböző ágai váltották fel. Az igényes zene kezdeti sikereit aztán a gépzene/diszkó és a kommerszebb (pop)irányzatok eluralkodása követte az évtized második felében. Friss nyugati irányzatok is előkerültek, mint a punk, a rap és a hiphop. Ezek mellett újra népszerűvé vált a folkból kibontakozott magyar táncházmozgalom, jelentős zenekarok indulásával. Pécsett a korábban jól működő zenés ifjúsági helyek egy-két kivétellel megszűntek. Fellépési lehetőség hiányában sok együttesnek rövidre sikerült a pályafutása (Chaps, Hate, Gaudium, X, Drapp macska, Drapp sas, Flamingó, Haverock, Jam, Mcalor, Medicina, Opus 5, Pokol három, Woodmen). Az 1973-ban alakult Menüett progresszív rockjával a legnépszerűbb formációnak számított az évtized első felében. A jazzéletbe is betörtek a friss irányzatok (Pécsi Jazz Quartet, Spectrum). Az énekelt verses műfajban működött a Szélkiáltó egyik elődjének számító Marcipán .

### Nyolcvanas évek
A nyolcvanas években a város fontos bázisa lett az alternatív művészeti törekvéseknek. A helyi alternatív törekvések első hiteles csapata a PUF nevű (Pécsi Underground Fórum). Az 1984-ben alakult Millenniumi Földalatti Vasútvonal a hazai alternatív színtér egyik legérdekesebb formációjának számított. 1987-ben alakult az Öregek Otthona2 és a Kispál és a Borz, mely a következő évtizedben az ország egyik vezető zenekarává nőtte ki magát.
Ebben az évtizedben a korábbi korszakok sztárjai is felléptek Pécsett: John Mayall, a Uriah Heep, Alvin Lee, Rory Gallagher, Eddy Grant és Hazel O’Connor is fellépett a Sportcsarnokban. A Dozsóban, Ifjúsági Házban, Nevelési Központban, a főiskolákon rendszeressé váltak a fesztiválok, koncertsorozatok. Rudán Joe-val megalakult a Coda. Blueskocsmák jelentek meg, amely lökést adott a műfajnak (Bormester Blues Band, Stoni Blues Band és PMD Blues Band emelkedett ki a mezőnyből). Országos blues fesztiválokat rendeztek Pécsett. 1983-ban Ki mit tud?-ot nyert a Szélkiáltó együttes. Öt évre rá ismét pécsi tehetséget láthattak a Ki Mit Tud? nézői: A Pécsett akkor már ismert Morris szerzett országos ismertséget a harmadik helyezéssel.

### Kilencvenes évek

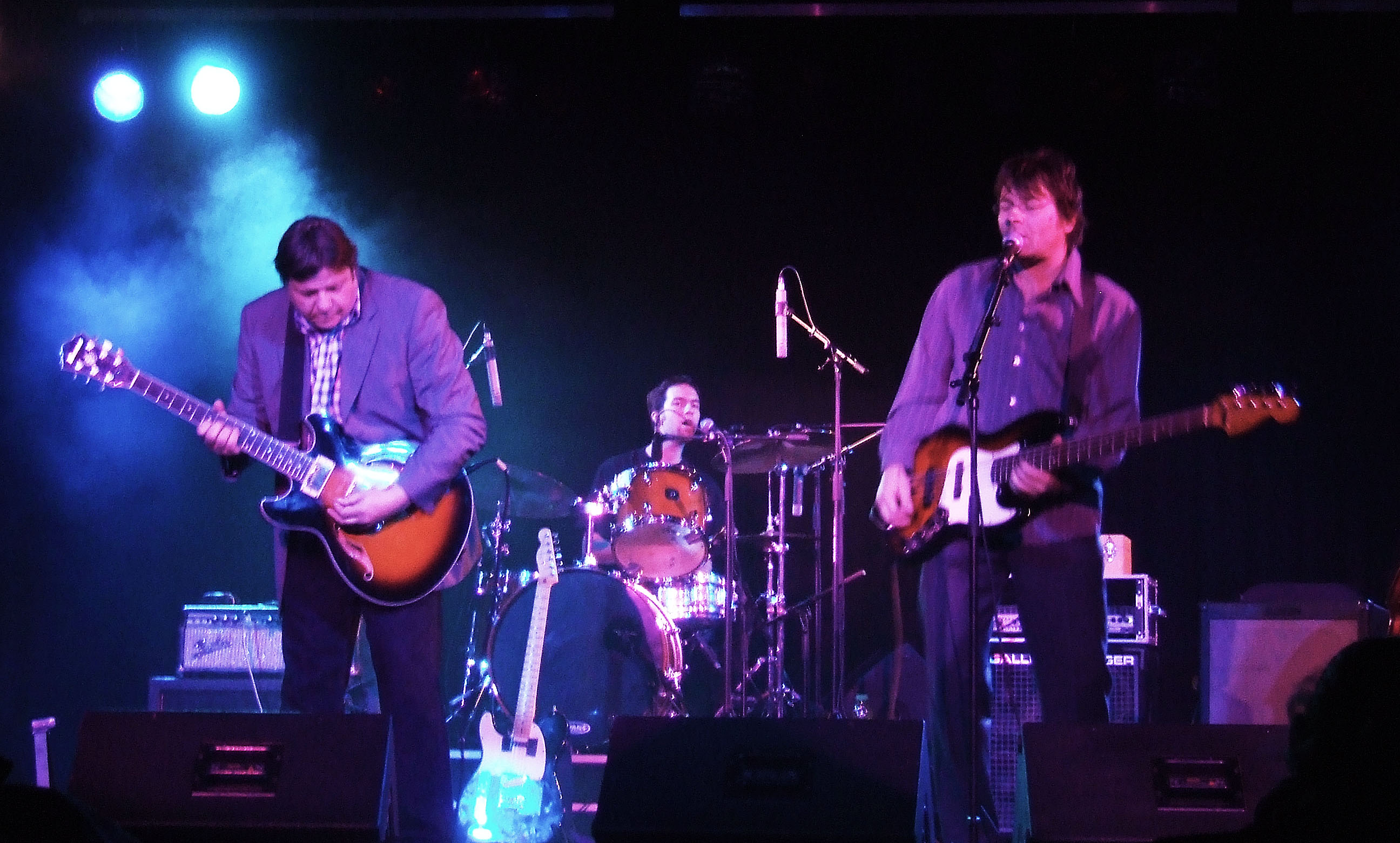
A Kispál és a Borz zenekar

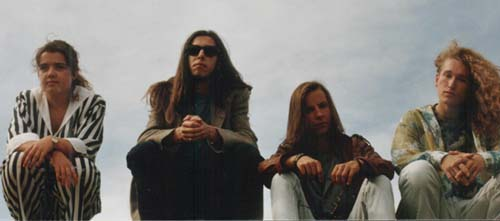
Nervous Playground zenekar 1993-ban

A rendszerváltás időszakában a pécsi zenekarok számára is megnyílt az út a fővárosi és vidéki fellépésekhez és elérhetővé vált a hangfelvétel-készítés lehetősége is. Szinte minden aktuális stílusban létezett helyi formáció. A dzsessz és a blues volt a két legkiemelkedőbb stílus mégis. Rendszeresen voltak rendezvények (Magyar Jazz Ünnepe, POTE Jazzfesztiválok) és a sorozat4 elnevezésű nemzetközi rendezvény Pécset elit közösségbe emelte.  Bágyi Balázs dobos is már a fővárosban él, többek között a Whiteful Jazz Quartetben és saját zenekarában játszik (CD-i is megjelentek.). Az egykori pécsi Drive Jazz Quartet zongoristája, Cseke Gábor is Budapesten vált közismertté, s a Harkány Big Bandben is számos pécsi muzsikus játszik. Népzenében Andy Rouse Simply English nevű társulata volt az egyik legmeghatározóbb, a Zengő (magyar népzene), a Vizin együttes (délszláv zene), Végh Andor dudás, az ír zenét játszó, de már megszűnt Folk Tone Drum és a Nemez együttesek mellett.
Nagyobb teret tudtak kiszorítani maguknak a rockzenekarok is. A heavy metal-szcénában már jelentősnek számító Morris feloszlása után megalakult az Algernon, a Hangloose, a progresszív metal kedvelői pedig megismerhették a Nervous Playground, a Symmetry (később Perfect Symmetry), vagy a NoiseField (ex-Nervous Playground) nevét. A death metal stílust elsősorban a Malediction (Komló) és a Cultic Pulp (Pécs) képviselte egyre növekvő sikerekkel.

### Kétezres évek

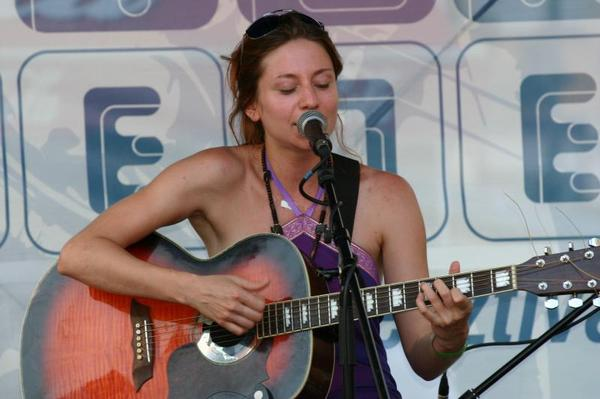
Takáts Eszter szólóban

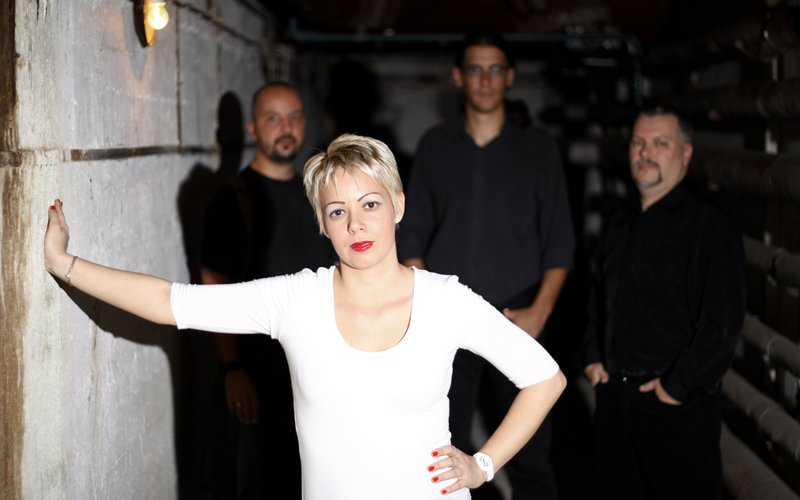
D.I.M. zenekar

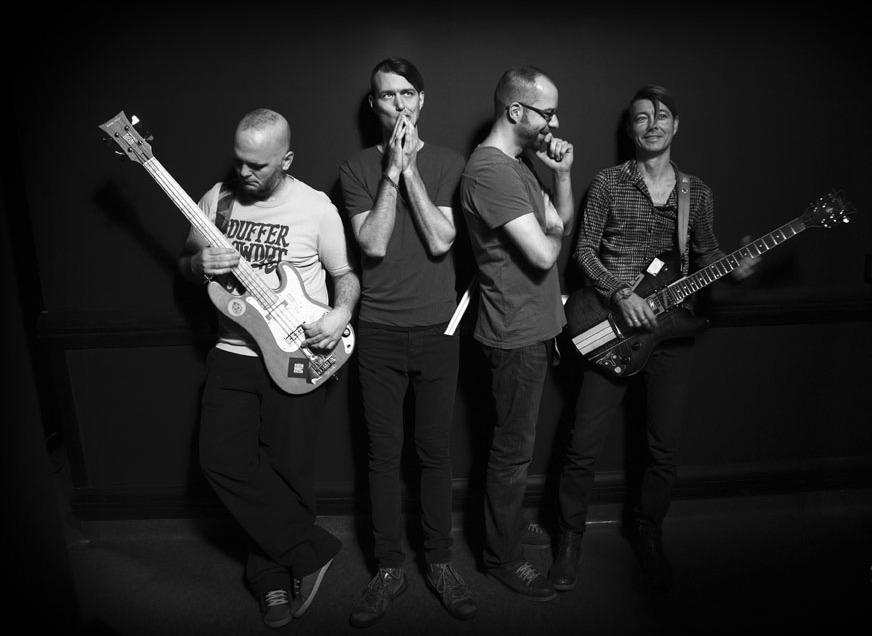
A 30Y neve országszerte telt házas bulikat jelent

Pécset mellőzték (az egész vidékkel együtt) a világsztárok. Javarészt a visszaesett színvonalú hazai pop-rock-dzsessz zenekarok koncerteztek a baranyai székhelyen. Nagy népszerűségnek örvendtek viszont a helyi zenekarok, mint a Pavilon, melyben Takáts Eszter énekelt. 1996-ban jelent meg a képzőművészekből formált punk stílusú Burzsoá Nyugdíjasok, akik Jancsó Miklós filmjeiben is szerepeltek. Az ország egyik legnépszerűbb zenekarává vált a Kispál és a borz, illetve frontemberük Lovasi András is számos filmben kapott szerepet. Az évtized közepe felé a zenekarok kis időre nehéz helyzetbe kerültek mivel számos klub zárta be kapuit: Pécsi Egyetemi Klub, a Stunczorgó, City Klub. Sikeresek voltak azonban a Dante Café és Kert, a Kino Café (Uránia mozi), a Trafik (Apollo Art mozi), a Rák és a Sörház koncertprogramjai is és az egymást érő fesztiválok is pozitív hatással voltak Pécs könnyűzenei életére. A NoiseField 2002-ben történt feloszlását követően a tagok egy része létrehozta a máig működő progresszív-rock zenét játszó D.I.M. zenekart.
Az elmúlt években rendkívül erős pezsgés érzékelhető a város zenei életében, az élőzenés programok újra egyre népszerűbbek. A Megasztár műsorából sem hiányozhattak a pécsi énekesek. Az első szériában robbant be Kandech Evelyne, aki negyedik helyen zárta a verseny, míg a vigaszágasok között szerepelt Székelyhidi Balázs. A Metallica feldolgozásokat játszó Metallust-os Balogh Péter a második széria elődöntőjéig jutott. A Neofolk (együttes) egyik alapítója, a csellózás mellett éneklő Bonyár Judit különdíjat kapott a 2005-ös versenyben. Ebben az évben Takács Eszter nyerte a Veszprémi Utcazene Fesztivált Tea Culpa duójával. Szintén 2005-ben jelent meg az Esclin Syndo, amely egy nemzetközi tehetségkutató révén tett szert országos ismertségre. Berger Dalma énekesnő az előbb említett zenekar mellett egyéb olyan ismert pécsi formációkban is szerepel, mint a Singas Project, a Yazz Stereotype és a Zagastic. A 30Y fokozatosan országos sztárzenekarrá és a pécsi zenei kultúra egyik hírvivőjévé vált. Egyedi színfoltot jelentett Psycho Mutants pszichedelikus surf-darkrockja. Országos turnékat tud maga mögött az egykori Brigád, mely 2009 óta Skru néven működött tovább. Hamar népszerűvé vált Lovasi András korábbi Kispál tagokból verbuvált Kiscsillagja. Az évtized végén emelkedett ki a pécsi rockzenekarok közül egy unikális kísérlet a magyar népzene és az indusztriális metal ötvözésére: A Virrasztók, egy koncept zenekar, amely a halottvirrasztás népszokására építi programját. 2006-ban jelentkezett első albumával a Punnany Massif, amely 2010-re a magyar hiphop szcéna közismert és elismert tagjává vált: zenéjük a hiphop alapjain számos stílust egyesít.

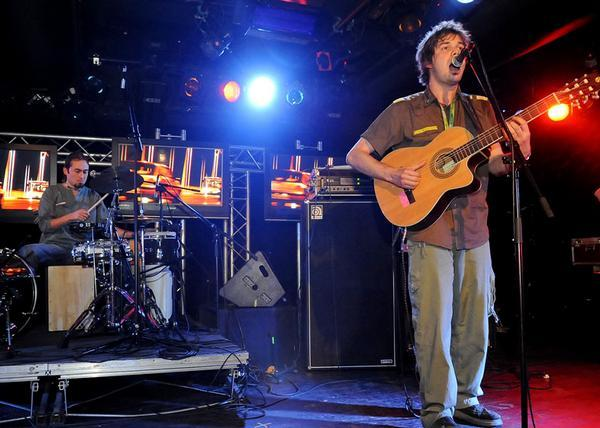
A TükeZoo igazi helyi csemege

A pécsi zenekaroknak jelenleg több különböző szervezete is létezik egymás mellett (Olympia Rock'n'Roll, Zion stb.), melyek közel egyszerre jelentek meg a kétezres évek második felében. Gazdag a választék a pécsi könnyűzenei fesztiválok terén: Batta Dem fesztivál (reggae), Fishing on Orfű, ICWiP (International Culture Week in Pécs), Kelet-Nyugati Átjáró Balkán Világzenei Fesztivál, Folk&Roll Fesztivál, Pécsi Egyetemi Napok, Pécsi Nemzetközi Summertime Blues & Jazz Fesztivál, Pécsi sörmajális, Rockmaraton, Sétatér fesztivál, viszont kevés a klub, amely el tudná látni a zenekarokat rendszeres fellépési lehetőséggel. Pozitív példa, hogy húsz év után újra van Pécsnek blues klubja a Makári Blueskocsmában.
A kétezres években fiatal, pécsi jazztehetségek kerültek felszínre. Először Szabó Dániel, később Fenyvesi Márton tűnt fel nagynevű magyar és külföldi előadóművészekkel.

### Kétezertízes évek

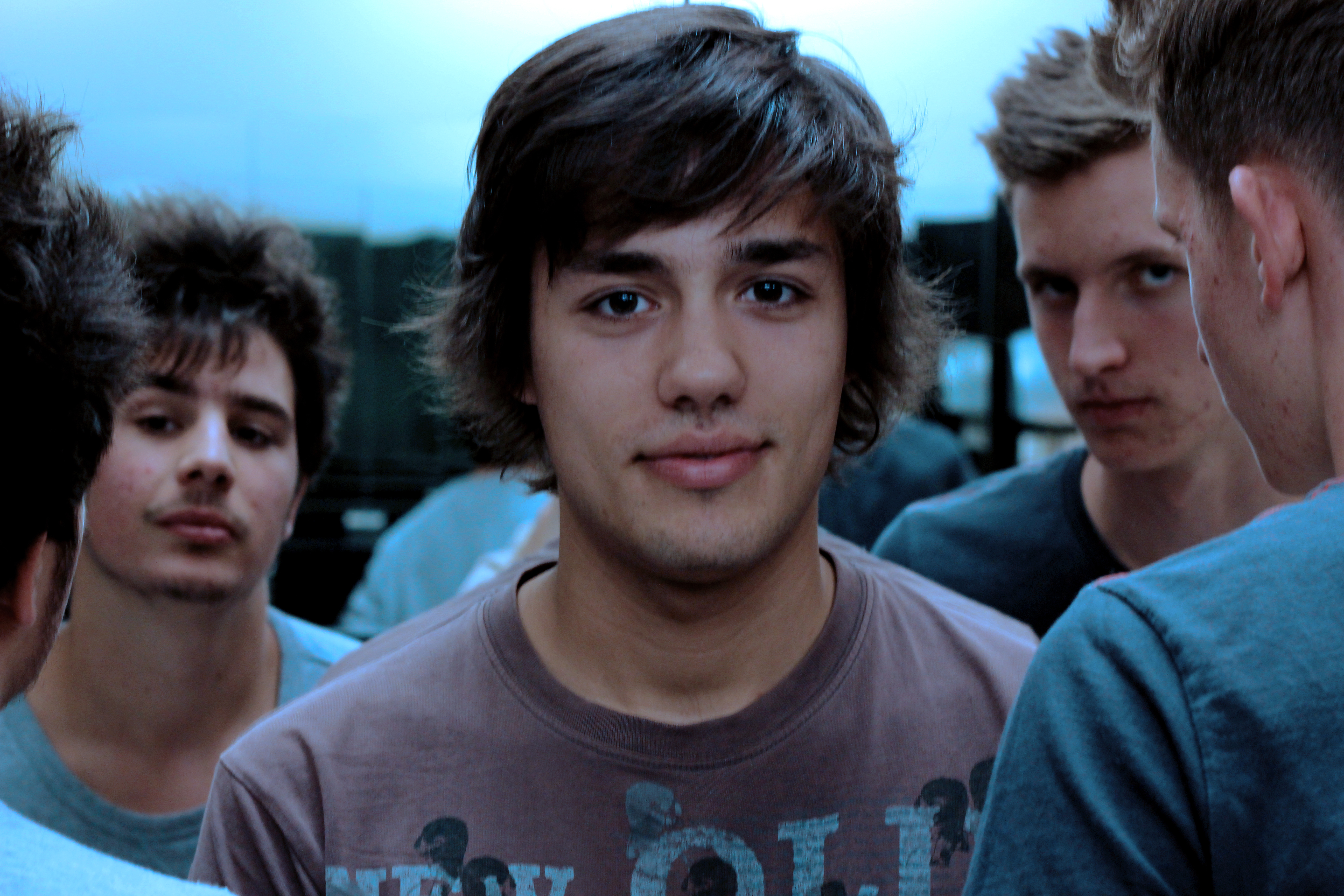
The Immigrants a 2012-es Csillag Születik műsorában szerzett országos hírnevet

A kétezer tízes években újabb országos ismertségű pécsi zenekarok születtek. Először a 2011-ben alakult The Immigrants tűnt fel a színen, akik 2012-től váltak ismertté Magyarországon, miután bekerültek a 2012-es Csillag Születik szériájának döntőjébe. 2013-ban a Junkie Jack Flash robbant be a hazai zenei életbe, 2014-ben többen is feltűntek, például a nemzetközi Mongooz And The Magnet formáció és a szuggesztív kortárs folkzenét játszó Zanzinger, illetve a Delusions of Grandeur, akik a Petőfi Rádió Akusztik című műsorában léptek fel. A feltörekvő zenekarok között pedig olyanok sorakoznak, mint a The Beans, a surfrock-ot játszó Grizzly Vibrations, vagy a pszichedelikus stílusú Kaktus. A 2016-os X-Faktorban tűnt fel Vince Aliz Liza, aki a verseny 4. hetéig jutott.

## Aktív zenekarok
Mai aktív - az elmúlt egy évben valamilyen internetes felületen magukról jelt adó – pécsi zenekarok ábécésorrendben – népszerű elnevezése a „Nagy pécsi zenekari adatbázis” (megjegyzés: a felsorolásban nem szerepelnek szólisták, lakodalmas-, báli-, és vendéglátós zenekarok):
- 30Y[9]
- A köztársaság bandája[10]
- Aljas kúszóbab[11]
- A rendezetlenség foka[12]
- Az?[13]
- Band of Streets[14]
- Black Hourglass[15]
- Boja[16]
- Broken Balls[17]
- Büdös Vornyik[18]
- Clash City Rebels[19]
- Csőke Renáta Quartet[20]
- D.I.M.[21]
- Deer Fellaz[22]
- Deindolls[23]
- Diary[24]
- Dip trio[25]
- Dirty Dawn[26]
- D.O.G.[27]
- Dutar[28]
- FunkTomas[29]
- Generation Impasse[30]
- Gézakékazég[31]
- Ghost Club[32]
- Giulia este otthon marad[33]
- Golestan[34]
- Grizzly Vibrations[35]
- Gylliath[36]
- Halott Pénz[37]
- Haniczmusic[38]
- Hell Dorado[39]
- HétköznaPICSAlódások[40]
- Híres Pannónia Régizenei Együttes[41]
- Intu[42]
- Ivyz[43]
- Jackalheae[44]
- Jazzimpair[45]
- Junkie Jack Flash[46]
- Kaktus[47]
- Kipu[48]
- Kiscsillag[49]
- Kubalibre[50]
- Kultúrmadzag[51]
- Lékkör[52]
- Lélekvihar[53]
- MADE in Hell[54]
- Malediction[55]
- Metallust[56]
- Metaplazmus[57]
- Mangooz And The Magnet[58]
- Moon River[59]
- Mostly Harmless[60]
- Nem Ajánlott[61]
- Neofolk[62]
- neon csend[63]
- Nevenincs[64]
- Ostinato[65]
- PD Krú[66]
- Perfect Symmetry[67]
- Pixel Plants[68]
- Plug[69]
- PMD (Pécsi Magasfiúk Dalárdája)[70]
- Poajass[71]
- Psycho Mutants[72]
- Punnany Massif[73]
- Rokokó Rosé[74]
- Rudán Joe[75]
- Rumproof[76]
- SakkMatt[77]
- Siberia[78]
- Simply English[79]
- Singas Project[80]
- Sirens Chant[81]
- Ska-Pécs[82]
- Soul Chambers[83]
- StarFunkSimples[84]
- Stereo Kollektiv[85]
- Stonecold[86]
- Sylhouette[87]
- Szélkiáltó[88]
- The Immigrants[89]
- The Tablespoon[90]
- Tomatoes Attack[91]
- Trio Afium[92]
- Triton[93]
- TükeZoo[94]
- Virrasztók[95]
- Vivat Bacchus[96]
- Zanzinger
- ZUD[97]
- Zsűri[98]

### Könnyűzenei fesztiválok

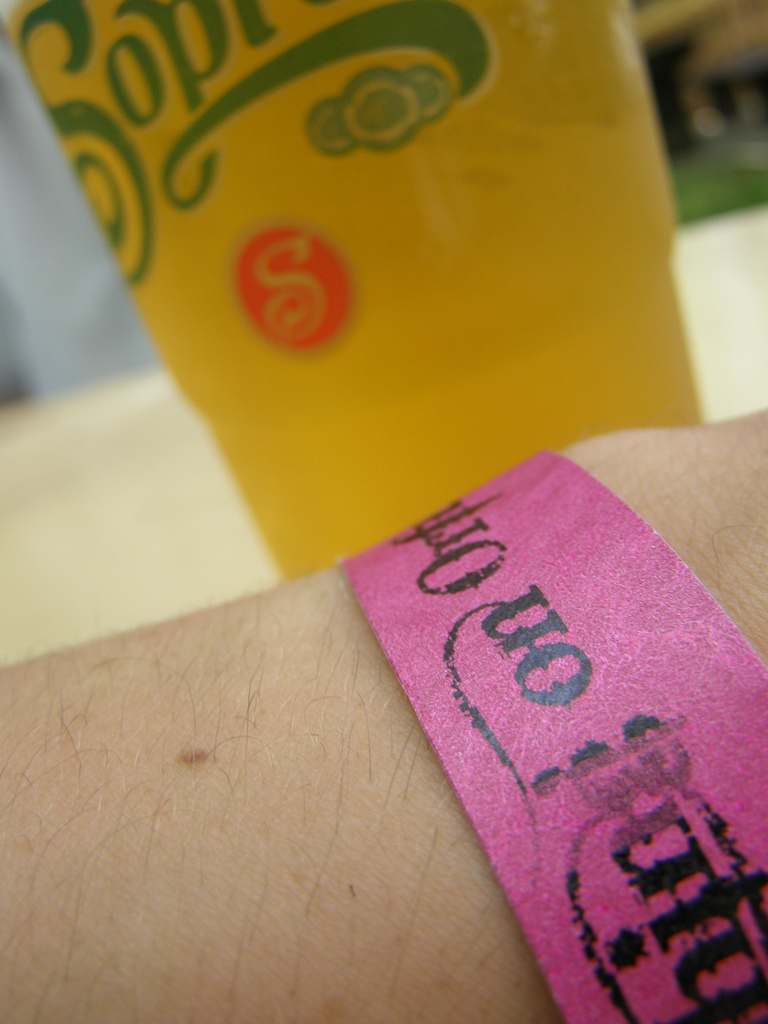
Fishing on Orfű Alterfeszt.

Pécsi könnyűzenei fesztiválok ábécésorrendben:
| - Batta Dem fesztivál – reggae - Eszék – Újvidék – Pécs Jazz híd - Fishing on Orfű° - Folk&Roll fesztivál - ICWiP (International Culture Week in Pécs) - Kelet-Nyugati Átjáró Balkán Világzenei Fesztivál - Made in Pécs Fesztivál - P.DAY - PEN (Pécsi Egyetemi Napok) - Pécsi Nemzetközi Summertime Blues & Jazz Fesztivál - Rockmaraton - Sétatér fesztivál – Zenés fesztivál, borospincék, bódésor - Sörmajális ° - Az orfűi fesztivál nem Pécsen van, mégis a városhoz szokás sorolni az erős kulturális kötődés és a szervező Lovasi András miatt. |

## Lásd még
- Pécs kulturális élete
- Magyarország zenéje
- Könnyűzene Erdélyben
- Miskolc zenei élete